# Sirinuten
Der Sirinuten (norwegisch) ist ein 1870 m hoher Berg in der Heimefrontfjella des ostantarktischen Königin-Maud-Lands. Er ragt auf der Westseite der Sivorgfjella auf.
Wissenschaftler des Norwegischen Polarinstituts benannten ihn 1987. Namensgeber ist Sigrid „Siri“ Steinnes (1918–2008), eine Anführerin der Widerstandsbewegung gegen die deutsche Besatzung Norwegens im Zweiten Weltkrieg.